# Flugplatz Punitz-Güssing
Flugplatz Punitz-Güssing är en flygplats för allmänflyg i Österrike.   Den ligger i distriktet Güssing och förbundslandet Burgenland, i den östra delen av landet, 120 km söder om huvudstaden Wien. Punitz-Güssing Airport ligger 290 meter över havet.